# Ruggero I di Sicilia
Ruggero I di Sicilia, conosciuto anche come il Gran Conte Ruggero o Jarl Rogeirr (Hauteville-la-Guichard, 1031 circa – Mileto, 22 giugno 1101), figlio di Tancredi d'Altavilla e fratello di Roberto il Guiscardo della dinastia degli Altavilla, Conte di Calabria, fu il conquistatore e il primo Conte di Sicilia (1062).

## Biografia
(Goffredo Malaterra)

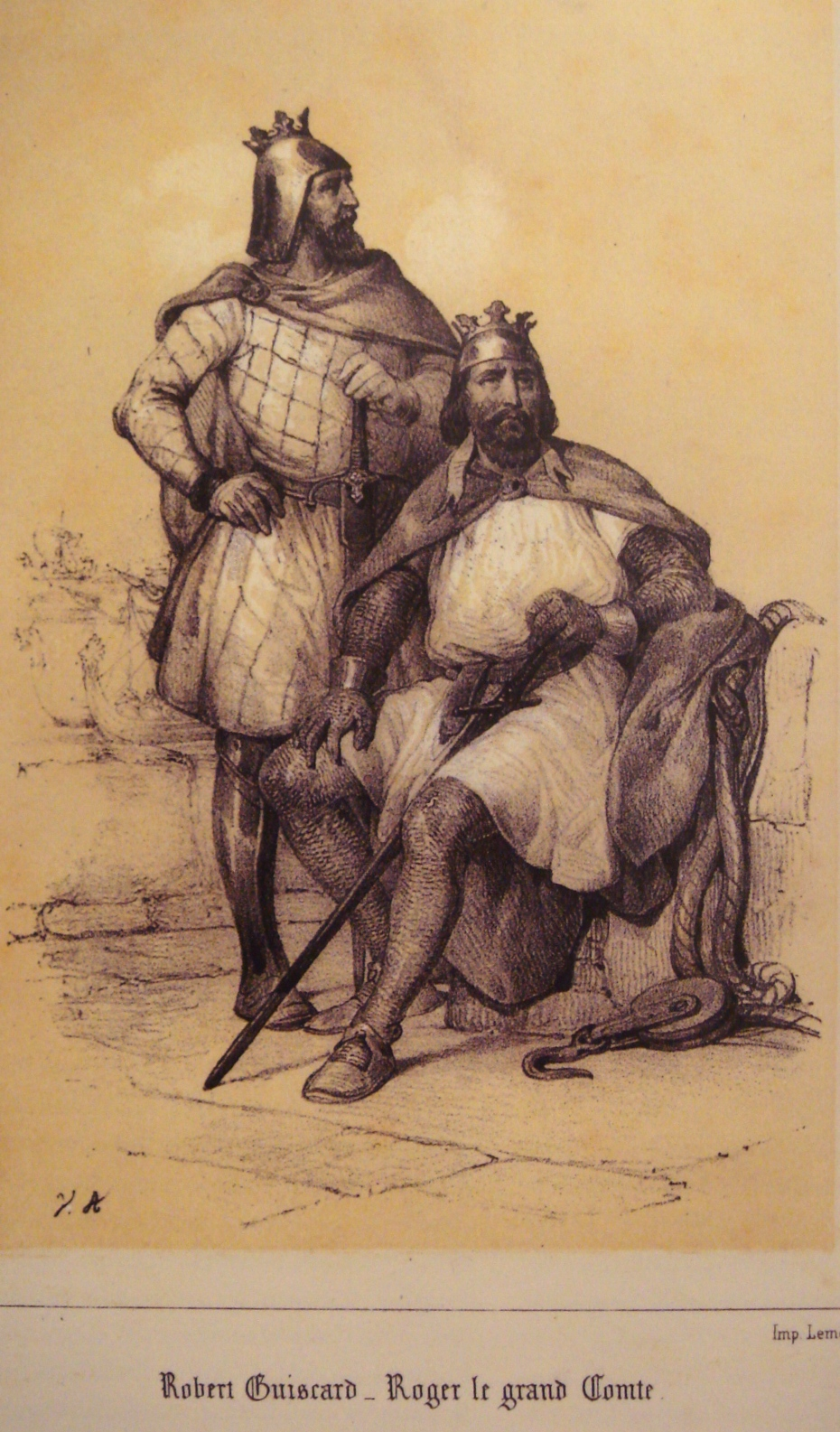
I fratelli Roberto e Ruggero

Ruggero (in francese Roger de Hauteville, in latino Rogerius de Altavilla) nacque in Normandia, probabilmente nel villaggio di Hauteville-la-Guichard, come ultimogenito (legittimo) di Tancredi d'Hauteville, signore del villaggio omonimo e di Frisenda, sua seconda moglie, probabile figlia del primo Duca Normanno e Conte di Rouen, Riccardo I di Normandia, detto Riccardo senza paura.

### L'ascesa dei Normanni
Ruggero giunse in Italia nel 1057 attraverso la "Via Francigena" per unirsi al fratello Roberto per il quale, alla morte del loro fratellastro Umfredo d'Altavilla, si erano aperti spiragli di predominio.
I due furono insieme nella conquista dei territori di Puglia e Calabria non ancora sottomessi. Ruggero fu inizialmente vassallo del fratello Roberto, duca di Puglia e di Calabria, come conte di Calabria, e stabilì la propria corte a Mileto, in Calabria. Proprio a Mileto, nel Natale del 1061, sposò la normanna Giuditta d'Evreux, figlia del conte Guglielmo d'Évreux e di Hadvise Géré.
Ancora in Calabria i fratelli Roberto e Ruggero si lanciarono alla conquista di Reggio, caduta dopo un lungo e difficoltoso assedio, al quale seguì la presa di Squillace, una città fortificata in cui avevano trovato rifugio le guarnigioni bizantine fuggite da Reggio. A questo punto la strada verso la Sicilia era ormai spianata. Dalle roccaforti della Calabria, infatti i due pianificarono la conquista della Sicilia, allora emirato musulmano.

### La conquista della Sicilia
Roberto e Ruggero trovarono il pretesto per l'invasione nella richiesta d'aiuto da parte dell'emiro di Catania Ibn al-Thumna allora in lotta con suo cognato Ibn al-Ḥawwās emiro di Kerkent o Gergent. Così, nel febbraio del 1061, Ruggero sbarcò a Messina e da lì i Normanni avanzarono quasi indisturbati sino a Castrogiovanni (oggi Enna, recuperando l'antico nome greco) e Kerkent (poi Girgenti e oggi Agrigento), riuscendo ad occupare stabilmente la parte orientale dell'isola che maggiormente era rimasta legata alla cristianità.
Una discordia tra Ruggero e Roberto costrinse il primo a condursi in Puglia e ad abbandonare la Sicilia, ma dovette presto ritornare per difendere gli abitanti di Troina minacciati dai musulmani. Ruggero giunse con la contessa, ben accolto da quei cittadini, in gran parte greci. Ma mentre era impegnato nell'assedio di Nicosia, quei Greci, sperando in un'agevole vittoria, provarono a sopraffare i pochi Normanni rimasti con la contessa. Il conte ritornò e trovò i ribelli ben fortificati nella  di città di cui erano padroni: anzi, Ruggero si trovò assediato da ogni parte, poiché ai Greci si erano uniti i musulmani. Ma i cronisti narrano che questi ultimi, per resistere al freddo, avevano fatto abuso di vino: così intirizziti e ubriachi, furono sorpresi dal conte Ruggero, che di notte li assaltò e occupò il campo nemico.

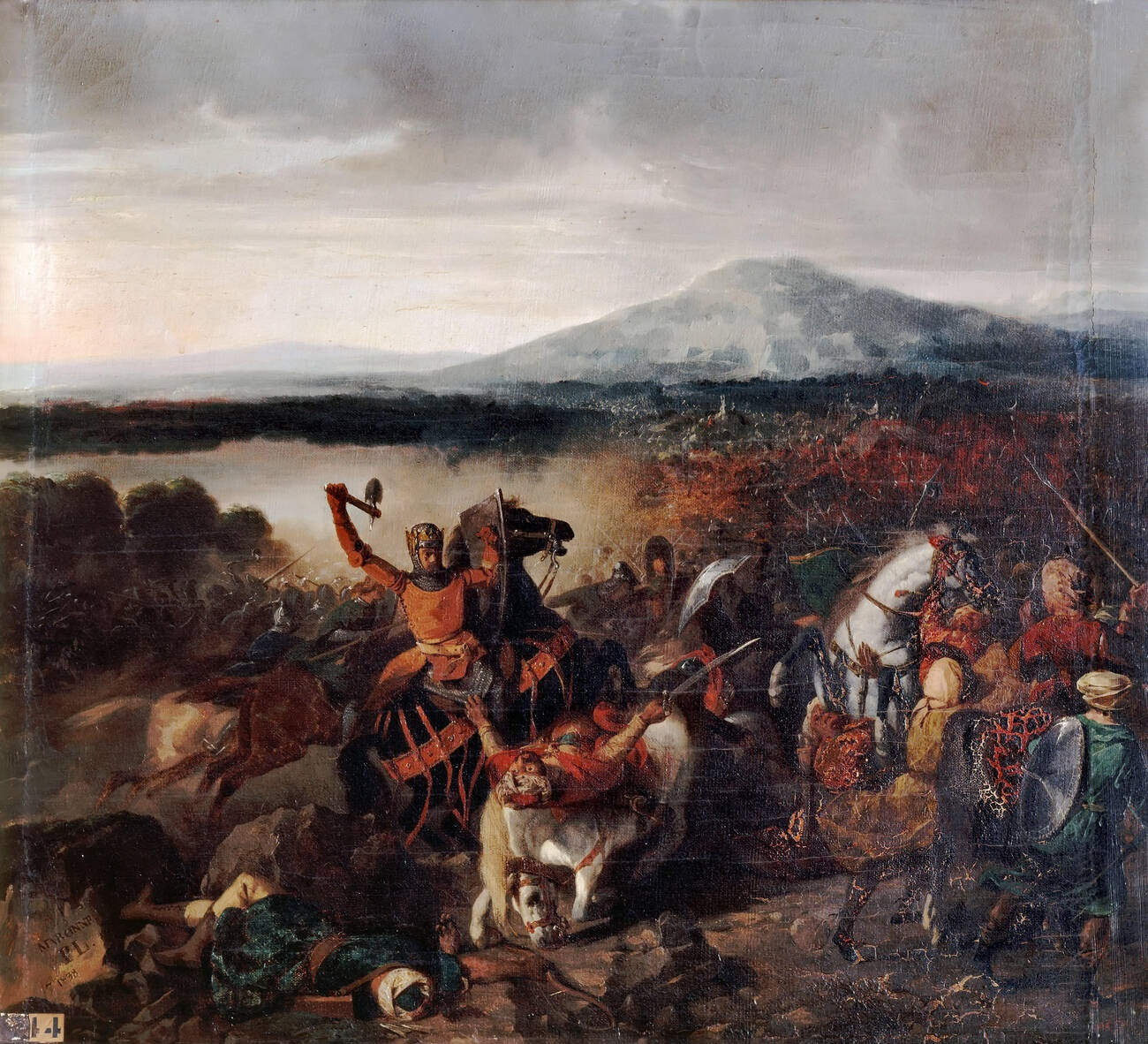
Ruggero I di Sicilia alla battaglia di Cerami (1063)

Nel 1063 Ruggero riportò un'altra celebre vittoria sui musulmani nelle vicinanze di Cerami. Anche il racconto fattone da Goffredo Malaterra afferma che Serlone, nipote del conte, con trentasei guerrieri mise in fuga ben trentamila musulmani, che poi Ruggero, che con altri cento dei suoi era sopraggiunto, mandò in rotta, uccidendone quindicimila. Forse i Normanni furono debitori di tanta vittoria a quelle schiere di cristiani che desideravano la vittoria dei Normanni sugli Arabi. Per completare la narrazione di quanto avvenuto, si disse, a battaglia finita, che San Michele Arcangelo, risplendente di luce, avesse galoppato innanzi ai cristiani per guidarli alla vittoria (ancora oggi si tramanda la tradizione con grandiosi festeggiamenti, penultimo sabato di maggio, nella cittadina di Cerami).

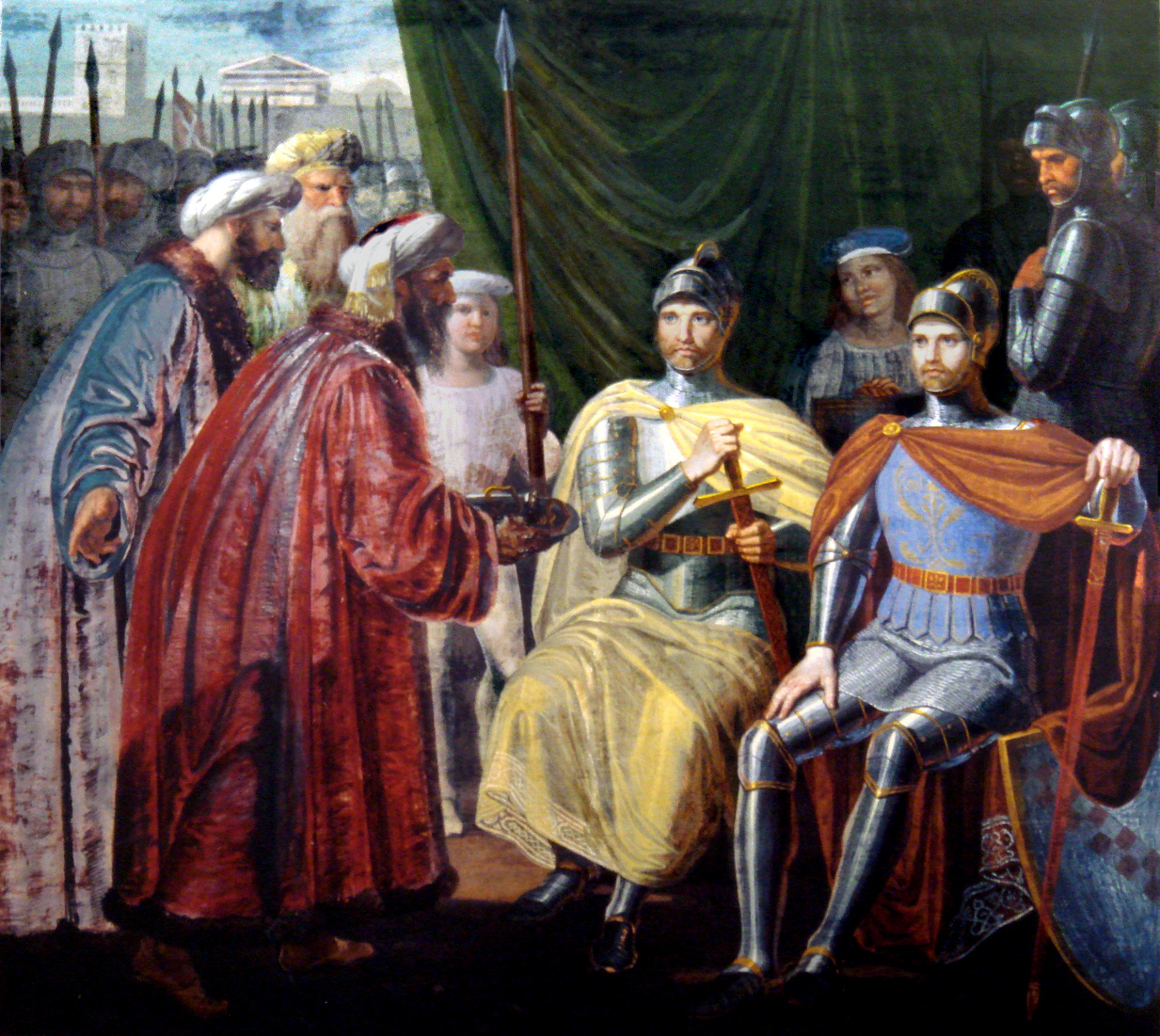
Ruggero I di Sicilia e Roberto il Guiscardo ricevono le chiavi della città di Palermo dagli Arabi

Con l'aiuto di Roberto, messi insieme cinquecento cavalieri, Ruggero si recò ad assediare Palermo; ma, passati invano tre mesi, fu costretto a levare il campo. Ciononostante il suo dominio andava crescendo: giunto a Misilmeri con buon numero di guerrieri, vinse l'esercito islamico, assai più numeroso del suo (1068).
Ma quando finalmente nell'anno 1070 coi soccorsi di Ruggero la città di Bari, ultimo baluardo dell'autorità bizantina in Italia, cadde in potere del duca Roberto, allora le forze unite dei due fratelli si volsero alla conquista delle principali città di Sicilia. Roberto nominò così nel 1071 Ruggero Gran Conte di Sicilia e tenne per sé Messina e il Val Demone.

Quell'anno i due principi normanni assediarono Palermo: il Gran conte pose il suo campo a occidente, il duca a oriente, dove sorgeva la città nuova: il loro esercito teneva chiuso l'ingresso al porto, ma i musulmani resistettero cinque mesi. Poi, con uno stratagemma, il Guiscardo riuscì ad aprire una delle porte al fratello, e i saraceni, dopo aver tutto il giorno valorosamente combattuto, la sera furono costretti a ritirarsi nella città vecchia, e il giorno seguente si arresero. I due fratelli occuparono Palermo il 10 gennaio 1072.
Ruggero quindi si dedicò alla definitiva conquista dell'isola: espugnò Taormina con molti castelli di Val Demone, Castronovo, Jato, Cinisi e Trapani. Mancavano solo Siracusa, Girgenti, Castrogiovanni, Butera e Noto.
Alla morte del duca Roberto (1085), Ruggero passò in Puglia a ricomporre le contese nate tra i figli del Guiscardo, Ruggero e Boemondo; ne ebbe in ricompensa quella metà di Calabria che Roberto aveva mantenuto in suo possesso.
Tornato in Sicilia dovette domare la potenza di Benavert, signore di Siracusa e di Noto. Sul finire del maggio 1086 Ruggero e Giordano, suo figlio, si avvicinarono con l'esercito a Siracusa. Nel silenzio della notte si spinsero contro la flotta saracena. Ruggero dimostrò audacia e valore saltando nella galera di Benavert, il quale, preso dallo spavento, volle saltare nella vicina nave; ma, impedito dalla pesante armatura e dalla ferita, cadde in mare e vi affogò. La morte del capo sparse lo scompiglio fra i saraceni, che fuggirono spaventati. L'assedio di Siracusa durò sino al mese di ottobre: poi, i saraceni, costretti dalla fame, si arresero.
Alla caduta di Siracusa venne dietro nel seguente anno 1087 quella di Girgenti, di cui era signore Kamut, che aveva pure sotto il suo comando Castrogiovanni. Poi Butera fu assediata da Ruggero nell'aprile del 1089, quando gli venne annunziato l'arrivo in Troina del pontefice Urbano II. Affidato ai suoi l'assedio, il conte corse a Troina. Ruggero usò verso il Sommo pontefice i segni del più profondo rispetto; lo ricolmò di preziosi doni; poi tornò all'assedio di Butera, che gli si arrese (1090).
Recatosi in Mileto per celebrarvi le nozze con Adelaide di Monferrato, ricevette alcuni ambasciatori saraceni di Noto che gli chiedevano la pace. Così dopo trent'anni Ruggero poté dirsi padrone di tutta quanta l'isola (1091).

### Le ultime vicende

Coste italiane e illiriche nel 1084.

Ruggero volle poi anche dedicarsi alla conquista dell'isola di Malta, da dove i Saraceni avrebbero potuto con le loro incursioni preoccupare i Normanni. Ruggero partì nel luglio 1091. Giunto, immediatamente ingaggiò battaglia e cinse d'assedio la città. I Saraceni e il loro capo chiesero la pace e l'ottennero a condizione di mettere in libertà tutti gli schiavi cristiani; di pagare una grossa somma di denaro e in avvenire un tributo annuo; di far giuramento che avrebbero aiutato il conte quando e come lo avesse richiesto. In quello stesso periodo, il Conte conobbe, per puro caso, nelle montagne delle attuali Serre Calabresi, nei pressi dell'attuale Serra San Bruno, il monaco certosino Bruno di Colonia, fondatore del suddetto ordine monastico. Il conte concesse a Brunone il terreno necessario a costruire un eremo (l'attuale Certosa di Serra San Bruno) per contemplare in preghiera e nel silenzio del suddetto eremo. In una notte, Brunone, apparve in sogno al Conte, svelando una congiura contro di lui da parte di uno dei suoi sudditi. Da quel momento in poi, Ruggero divenne grande amico di Bruno.
Dopo la spedizione di Malta, il conte fu invitato dal duca di Puglia, suo nipote, a prestargli soccorso per sottomettere gli abitanti di Cosenza, che si erano ribellati. Ruggero domò l'insurrezione e il duca diede ai cosentini il perdono della ribellione, allo zio per gratitudine la metà della città di Palermo che il Guiscardo aveva tenuto per sé.
Ruggero I ebbe quindi dal papa la "legazia apostolica" nel 1098.
Ruggero morì a Mileto all'età di settant'anni, nel luglio del 1101, assistito da Bruno di Colonia. Una pur inveterata tradizione locale indica che sarebbe stato sepolto nell'abbazia della SS. Trinità di Mileto; ma tale tradizione è meramente orale e del tutto priva di Fonti documentarie. Uno dei punti della predetta tradizione era motivata da una ragione molto forte: l'assetto giuridico ecclesiastico-civile della menzionata Abbazia poggiava su una specificità che è opportuno menzionare: l'Abbazia di Mileto per antichissimi dispositivi pontifici (sec. XI) era dichiarata "Nullius", ossia non dipendente dall'ordinario (vescovo) locale (di Mileto). Tanto produsse una fiera lotta veramente plurisecolare fra i due contendenti: il clero abbaziale e quello capitolare. Da ciò tra abati e vescovi. Tesi del clero abbaziale fu che detta Abbazia sia stata eretta sin dalle fondamenta e magnificamente dotata, dallo stesso Ruggero I. In opposizione i vescovi hanno sempre negato e combattuto tale fondazione, ove e se attribuita al normanno Roger d'Hauteville. Il supremo potere pontificio produsse al fine dispositivi sentenziativi nel 1717. Letteralmente annullando ogni qualifica giuridica di Abbazia, da ciò quindi dirimendo, e anche ed in specie in ossequio ai dettami tridentini assegnò tale istituto ecclesiastico già e per secoli potente e gloriosa Abbazia di Mileto alla sede episcopale di Mileto. In tutto assoggettandola al locale Ordinario.

### La politica

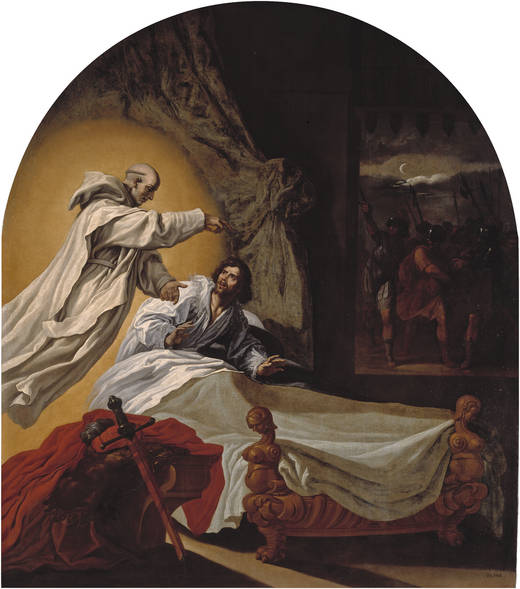
Vicente Carducho, San Bruno appare al conte Roberto, Museo del Prado.

Ruggero si circondò di fedeli cavalieri normanni, come Giosberto de Luci, Roberto Borrello, il fratello Guglielmo d'Altavilla, Rogerio de Stilo, ma anche di collaboratori greci come Nicola di Mesa e Giovanni di Troina.
Ruggero oltre che abile condottiero, fu infatti anche un fine diplomatico; appoggiò il papato e così riuscì a farsi nominare Gran Conte di Sicilia. Inoltre, riuscì a gettare le basi per un'organizzazione dello stato meno basata sui signori feudatari, ma su una classe di burocrati formati da funzionari pubblici non legati all'aristocrazia e dove comunque la sua figura era quella che deteneva il potere assoluto.
Come sovrano cattolico fu fondatore di una serie di splendide cattedrali in Sicilia: a Troina, a Mazara del Vallo, a Paternò, a Modica, a Catania e a Messina fra tutte. Tra le cattedrali erette dai normanni in Italia, è importante ricordare anche quella di Tropea per via del valore simbolico-politico e soprattutto diplomatico che ebbe. Tale costruzione fu la prima Chiesa di rito latino in Calabria, che all'epoca era ancora una roccaforte bizantina che stava appena iniziando a cedere alle incursioni normanne. Con la fondazione di questa chiesa Roberto Il Guiscardo si dichiarava ufficialmente Cattolico e "vassallo" del Papa di Roma al fine di ottenere il favore e la benevolenza di quest'ultimo. La storia della Cattedrale di Tropea è però legata anche ad un altro episodio peculiare della storia normanna ovvero "l'ostaggio di Sichelgaeta", principessa di Salerno. La Principessa fu moglie di seconde nozze del Duca Roberto di Calabria che la incaricò di scegliere quale città sarebbe dovuta essere luogo della loro residenza stabile, secondo la leggenda Sichelgaeta visitò molte città in tutta l'Italia meridionale, ma quando vide Mileto non ebbe esitazione nel desiderare che venisse eletta a Capitale in quanto era «senza dubbio la più splendida città di tutti i nostri Stati». Poco tempo più tardi però, mentre il duca Roberto si trovava insieme al fratello Ruggero ad assediare Reggio (Reggio Calabria), a Sichelgaeta, che invece rimase nel lussuoso Palazzo Comitale a Mileto, fu fatta giungere la notizia che «suo marito e suo cognato avessero avuto successo presso Reggio, ma che sciaguratamente avessero decisero di spingersi subito oltre sbarcando in Sicilia dove entrambi trovarono la morte assieme ai loro cavalieri e che dunque flotte di Saraceni ed eserciti Bizantini intenti a prender vendetta avevano già raggiunto le porte di Mileto». Allarmata dal rischio di essere anch'essa fatta schiava se non trucidata, la Principessa Sichelgaeta cercò rifugio presso l'illustre e ben difendibile Tropea accolta con enorme affetto dall'allora vescovo di Tropea Calokiro, il quale nonostante l'imperio normanno era rimasto fedele alla tradizione cristiana di rito greco ancora fortemente radicata nella popolazione locale. L'aiuto che dunque Calokiro offrì a Sichelgaeta, nonostante fosse sorto da una  notizia falsa, sancì una definitiva riappacificazione tra i Regnanti Normanni e la comune popolazione locale che ancora li vedeva come dei meri e superbi conquistatori. A Ruggero inoltre si devono le fondazioni dell'abbazia della SS. Trinità di Mileto (1081) e dell'abbazia nullius Santa Maria V.G. e i XII Apostoli di Bagnara Calabra (1085).
Inoltre, durante il suo governo ebbe inizio l'attuazione di una seria politica di ripopolamento in ampie zone dell'isola, complice il matrimonio con l'aleramica Adelasia del Vasto, con un copioso afflusso di genti provenienti dal Piemonte, allora chiamato Langobardia, soprattutto dal Monferrato, e in misura minore con genti di origine franco-provenzale, bretone, normanna e inglese. Le popolazioni della parte settentrionale e centrale della Sicilia, dette Lombardi, che oggi parlano il cosiddetto idioma gallo-italico della Sicilia, fra cui San Piero Patti, San Fratello, Novara di Sicilia, Randazzo, Aidone, Piazza Armerina, Caltagirone, Nicosia, tanto simile alla lingua piemontese e così diverso rispetto al siciliano, discendono da questi flussi migratori dall'Italia settentrionale e dalla Francia iniziati in epoca normanna. Ulteriori migrazioni furono provocate dalle repressioni attuate da Guglielmo il Malo contro queste città ribelli e dal loro ripopolamento con genti provenienti sempre dalla Langobardia.

### L'Apostolica Legazia di Sicilia

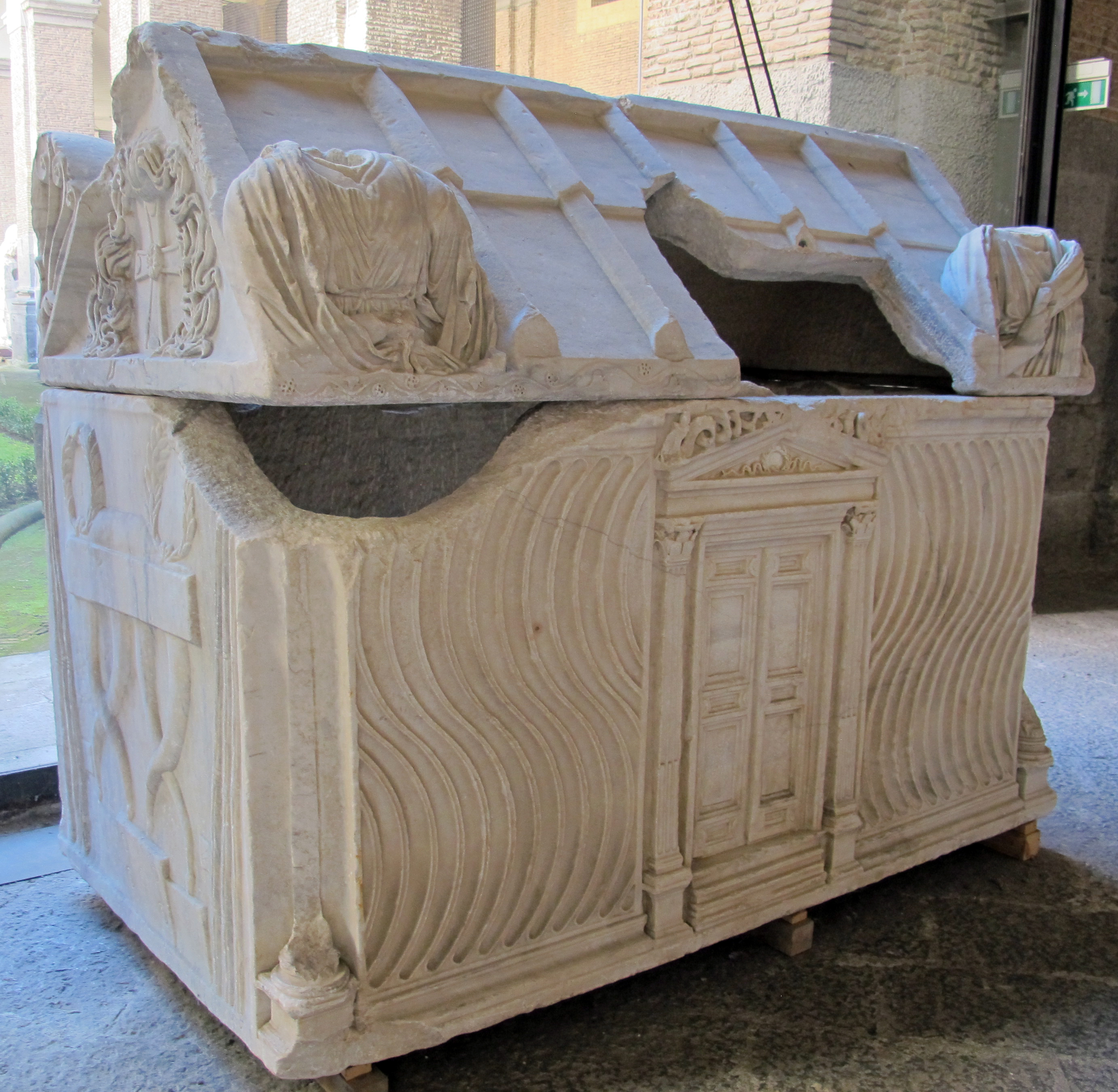
Sarcofago romano del III secolo d.C. riutilizzato per Ruggero I d'Altavilla, ora al Museo Archeologico di Napoli

All'epoca della conquista normanna, la maggior parte degli abitanti della Sicilia erano di religione musulmana o cristiano-bizantina, e inizialmente la politica degli Altavilla in Sicilia fu prevalentemente orientata a sostenere la tradizione greco-basiliana. Ruggero I infatti per garantire l'unità del suo stato affidò alla chiesa bizantina il compito di rafforzare e sostenere nelle periferie il potere della dinastia: il rito bizantino infatti prevedeva la possibilità della subordinazione degli istituti ecclesiastici al sovrano, purché cristiano.
Nel 1098 papa Urbano II, per garantire la sopravvivenza di quelle comunità siciliane dove funzionari e clero, fedeli al patriarcato di Roma, così come la popolazione ivi insediata, seguivano il rito latino, in linea con la politica bizantina di Ruggero, concesse l'amministrazione delle diocesi filo-romane al conte normanno, nominandolo in una bolla legato pontificio e conferendogli l'ereditarietà di tale titolo. Tale istituzione, detta Legazia di Sicilia, tendeva a tutelare il patrimonium ecclesiae siciliano e l'unità delle chiese cattoliche fedeli alla diocesi di Roma e non subordinate al Patriarca di Costantinopoli. Per la prima volta la chiesa di Roma concedeva ad un sovrano laico molti privilegi amministrativi, fra i quali la possibilità di gestire le cariche episcopali, il patrimonio finanziario delle diocesi e l'istituzione di metropolie. Da allora le arcidiocesi della chiesa romana, in Sicilia, non si ponevano come soggetto giuridico indipendente, come nel resto d'Italia, ma, allineate con la politica bizantina, erano subordinate al potere laico degli Altavilla accentrato in Palermo.

### Matrimoni e discendenza
Il primogenito di Ruggero fu un figlio naturale di nome Giordano (1055c.-1092), che non sopravvisse al padre.
Non è certo se il suo secondo figlio maschio, Guglielmo, sia nato anch'egli fuori dai matrimoni oppure dalla sua prima o seconda moglie.
C'è poi Goffredo (... – 1120), anch'egli forse figlio illegittimo, a cui venne concessa la contea di Ragusa.
In ogni caso era malato per cui non aveva possibilità di ereditare.
Giuditta d'Evreux(1061 - 1076), fu la prima moglie di Ruggero, ebbero solo figlie femmine:
1. Flandina, sposò: a) Ugone di Circea (o Jersey), I conte di Paternò (+ 1075), b) Enrico del Vasto, fratello di Adelaide del Vasto, e capostipite, secondo il Mugnos della famiglia Mazzarino
2. Matilde (+ prima del 1094), si sposò due volte[13], prima con Roberto de Aceto, capostipite dell'omonima famiglia e nel 1080 con Raimondo IV di Tolosa;
3. Adelisa (+ prima del 1096), sposò nel 1083 Enrico, conte di Monte Sant'Angelo;
4. Emma (1070c. - 1120), richiesta in sposa da Filippo I di Francia, sposò prima Guglielmo (+ 1136), conte di Alvernia e in seconde nozze Rodolfo Maccabeo, conte di Montescaglioso.

Eremburga di Mortain(morta nel 1087), di stirpe normanna, figlia di Guglielmo, Conte di Mortain (probabilmente Guglielmo Warlenc); i loro figli furono:
1. Malgerio (1080 c. - 1100 circa), conte di Troina
2. Muriella, sposò Giosberto di Lucy
3. Costanza, (1082 - post 1135), sposò nel 1095 Corrado re d'Italia, figlio dell'imperatore Enrico IV
4. Busilla (Felicia) (+ 1102), sposò Colomanno re d'Ungheria;
5. Giuditta, sposò Roberto I di Bassavilla

Adelaide del Vastoanche Adelasia (1074 - 1118), fu la terza e ultima moglie di Ruggero che la sposò nel 1087; era nipote di Bonifacio e apparteneva quindi alla famiglia degli Aleramici, marchesi del Monferrato; i loro figli furono:
1. Simone (1093 - 1105), Conte di Sicilia;
2. Matilde, sposò Rainulfo di Alife;
3. Ruggero (1095 - 1154), futuro Re di Sicilia e successore del padre;
4. Maximilla (+ post 1137), sposò Ildebrandino VI Aldobrandeschi

## Ascendenza
|                         |                          |         | Genitori |  |  | Nonni |  |  | Bisnonni |  |  | Trisnonni |  |
|                         |                          |         |          |  |  |       |  |  | …        |  |  | …         |  |
|                         |                          |         |          |  |  |       |  |  | …        |  |  | …         |  |
|                         |                          | …       |          |  |  |       |  |  | …        |  |  |           |  |
| …                       |                          |         |          |  |  |       |  |  | …        |  |  |           |  |
|                         |                          | …       | …        |  |  |       |  |  |          |  |  |           |  |
|                         |                          | …       | …        |  |  |       |  |  |          |  |  |           |  |
|                         |                          | …       | …        |  |  |       |  |  |          |  |  |           |  |
| Tancredi d'Altavilla    |                          | …       |          |  |  |       |  |  |          |  |  |           |  |
|                         |                          | …       | …        |  |  |       |  |  |          |  |  |           |  |
|                         |                          | …       | …        |  |  |       |  |  |          |  |  |           |  |
|                         |                          | …       | …        |  |  |       |  |  |          |  |  |           |  |
| …                       |                          | …       |          |  |  |       |  |  |          |  |  |           |  |
|                         |                          | …       | …        |  |  |       |  |  |          |  |  |           |  |
|                         |                          | …       | …        |  |  |       |  |  |          |  |  |           |  |
|                         |                          | …       | …        |  |  |       |  |  |          |  |  |           |  |
| Ruggero I di Sicilia    |                          | …       |          |  |  |       |  |  |          |  |  |           |  |
|                         | Guglielmo I di Normandia | Rollone |          |  |  |       |  |  |          |  |  |           |  |
|                         | Guglielmo I di Normandia | Rollone |          |  |  |       |  |  |          |  |  |           |  |
|                         | Guglielmo I di Normandia | Poppa   |          |  |  |       |  |  |          |  |  |           |  |
| Riccardo I di Normandia | Guglielmo I di Normandia |         |          |  |  |       |  |  |          |  |  |           |  |
|                         |                          | Sprota  | …        |  |  |       |  |  |          |  |  |           |  |
|                         |                          | Sprota  | …        |  |  |       |  |  |          |  |  |           |  |
|                         |                          | Sprota  | …        |  |  |       |  |  |          |  |  |           |  |
| Fresenda                |                          | Sprota  |          |  |  |       |  |  |          |  |  |           |  |
|                         |                          | …       | …        |  |  |       |  |  |          |  |  |           |  |
|                         |                          | …       | …        |  |  |       |  |  |          |  |  |           |  |
|                         |                          | …       | …        |  |  |       |  |  |          |  |  |           |  |
| …                       |                          | …       |          |  |  |       |  |  |          |  |  |           |  |
|                         |                          | …       | …        |  |  |       |  |  |          |  |  |           |  |
|                         |                          | …       | …        |  |  |       |  |  |          |  |  |           |  |
|                         |                          | …       | …        |  |  |       |  |  |          |  |  |           |  |
|                         |                          | …       |          |  |  |       |  |  |          |  |  |           |  |